# Iridopsis haploancala
Iridopsis haploancala là một loài bướm đêm trong họ Geometridae.